# Hideki Maeda
Hideki Maeda (japonsko 前田 秀樹), japonski nogometaš in trener, 13. maj 1954.
Za japonsko reprezentanco je odigral 65 uradnih tekem.